# Jim Pomeroy
Jim Pomeroy, bijnaam in de motorwereld: Bimbo, (Sunnyside (Washington), 16 november 1952 - Yakima (Washington), 6 augustus 2006) was een Amerikaans professioneel motorcrosser. 
Hij was in 1973 de eerste Amerikaanse rijder die, op een Bultaco Pursang, een FIM internationale motorcrossrace won, namelijk de 250 cc Grand Prix van Spanje. 
Destijds waren de Amerikaanse motorcrossers nog niet zo getalenteerd, en werd de motorcrosswereld gedomineerd door Europese rijders. Door de winst in Spanje, zorgde Pomeroy voor een explosieve stijging in het aantal motorcrossers in de VS. Zijn overwinning toonde aan dat de Amerikanen klaar waren om te concurreren tegen de beste rijders van de wereld. In 1980 stopte Pomeroy met motorcrossen.
In 1987 raakte Pomeroy gewond aan zijn rug, toen hij als passagier van een voertuig een ongeluk kreeg. Maar dit ongeluk weerhield hem er niet van door te gaan in de motorcross. In het Noordwesten van de VS, begeleidde Pomeroy verschillende motorcross-scholen. Ook was hij vanwege zijn goede gevoel voor humor en zijn ruige levensstijl een graag geziene gast op shows om speeches te geven. In 1999 werd Pomeroy opgedragen, voor al zijn werk voor de motorcross, aan de  AMA Motorcycle Hall of Fame.
Jim Pomeroy overleed op 53-jarige leeftijd ten gevolge van een auto-ongeluk.

## Motocross Grand Prix resultaten
| Jaar | Klasse | Grand Prix Naam              | Eindplaats | Motormerk |
| ---- | ------ | ---------------------------- | ---------- | --------- |
| 1973 | 250 cc | Motocross World Championship | 7de        | Bultaco   |
| 1974 | 250 cc | Motocross World Championship | 14de       | Bultaco   |
| 1975 | 250 cc | Motocross World Championship | 7de        | Bultaco   |
| 1976 | 250 cc | Motocross World Championship | 4de        | Bultaco   |
| 1977 | 250 cc | Motocross U.S. Championship  | 3de        | Honda     |
| 1978 | 250 cc | Motocross U.S. Championship  | 5de        | Honda     |

## Hoogstepunten uit zijn carrière
Dit zijn de hoogtepunten uit Jim Pomeroy's carrière:
- Hij was de eerste Amerikaan die een FIM World Championship MX Event won. (Spanje, 1973)
- Hij was de eerste rijder die zijn debuutwedstrijd in de World GP MX race won. (Spanje, 1973)
- Hij was de eerste Amerikaan die leidde in de World MX Championship. (Spanje, 1973)
- Hij was de eerste rijder die een World MX GP won met een Bultaco.
- Hij was de eerste winnaar van een indoor Supercross race (Houston, 1974)
- Hij was de eerste Amerikaan die eerste stond bij het Trans-AMA Championship (1975)
- Hij was de eerste Amerikaan die een U.S. 500 cc GP race won. (Carlsbad, 1977)
- Hij was de eerste niet wereldkampioen die het Trophies des-Nations toernooi won. (1974)